# Bouguenais
Bouguenais település Franciaországban, Loire-Atlantique megyében. Lakosainak száma 20 590 fő (2022. január 1.). Bouguenais Saint-Herblain, Indre, Brains, Bouaye, Saint-Aignan-Grandlieu, Pont-Saint-Martin, Rezé, La Montagne és Nantes községekkel határos.

## Népesség
A település népességének változása:
| Lakosok száma | 10 047 | 14 043 | 15 099 | 16 503 | 18 662 | 18 815 | 19 331 | 19 903 | 20 450 | 20 590 |
|               | 1968   | 1982   | 1990   | 2006   | 2013   | 2015   | 2017   | 2019   | 2020   | 2022   |